# Проституция в Бутане
Проституция в Бутане является незаконной, но во многих приграничных районах Бутана есть люди, открыто практикующие секс-торговлю. Проституция распространена в барах, клубах и отелях. Некоторые из работников секс-бизнеса нанимаются владельцами баров и отелей для привлечения клиентов. Проституция также присутствует и в столице страны — Тхимпху.
Считается, что в стране 400—500 секс-работников, многие из которых живут в бедных районах и занимаются проституцией по финансовым причинам.
В 2017 году НПО Lhak-Sam предложила, чтобы секс-бизнес был легализован правительством, но это предложение было отклонено.
Секс-трафик является проблемой в стране.

## Секс туризм
Бутан становится местом для секс-туризма для людей с Запада и Индии. В этом участвуют некоторые высококлассные проститутки, туристы с большей вероятностью смогут позволить себе оплатить их. Некоторые туристы ищут секс с мальчиками и девочками. Ассоциация гидов Бутана сообщает, что некоторые туристы требуют, чтобы женщины-гиды сопровождали их во время пребывания в стране.

## Законодательство
Уголовный кодекс Бутана предусматривает уголовную ответственность за проституцию.

## Секс-торговля
Бутан является страной-источником и страной-назначением для женщин и детей, уязвимых для торговли людьми. Бутанские девушки, работающие домашней прислугой и конферансье в барах-драюнгах или караоке, могут стать жертвами торговли людьми на сексуальной почве из-за долгов и угроз физического насилия.
Государственный департамент США по контролю и борьбе с торговлей людьми считает Бутан страной «Списка наблюдения 2-го уровня».